# 亚历山大·瓦西里耶维奇·特卡乔夫
亚历山大·瓦希里耶维奇·特卡切夫（俄语：Алекса́ндр Васи́льевич Ткачёв，1957年11月4日—），苏联体操运动员，1977年他在单杠中首次成功完成正握前摆分腿向后腾越接杠动作，国际体操联合会于是将这个动作命名为特卡切夫腾越。